# Stefan-Alexander Kratzer
Stefan-Alexander Kratzer (ur. 23 czerwca 1986 w Wiedniu) – austriacki wioślarz.

## Osiągnięcia
- Mistrzostwa Świata U-23 – Amsterdam 2005 – dwójka podwójna wagi lekkiej – 3. miejsce (w eliminacjach)[1].
- Mistrzostwa Świata U-23 – Hazewinkel 2006 – dwójka podwójna wagi lekkiej – 10. miejsce[1].
- Mistrzostwa Świata U-23 – Glasgow 2007 – czwórka podwójna wagi lekkiej – 8. miejsce[1].
- Mistrzostwa Świata – Linz 2008 – ósemka wagi lekkiej – 7. miejsce[1].